# Fahrzeugwerk Bernard Krone
Fahrzeugwerk Bernard Krone GmbH — немецкий производитель седельных полуприцепов и прицепов, который в 2004 году стал вторым по величине в Европе. Входит в холдинг Bernard Krone Holding GmbH & Co. KG. Штаб-квартира компании находится в городе Верльте.

## История компании
История компании начиналась в 1906 году, когда Bernard Krone основал в городе Шпелле кузницу. В первые годы после Второй мировой войны значительно увеличились продажи сельскохозяйственной техники, что позволило процветать делу Бернарда Кроне.
В 1948 был построен первый завод. В 1963 году была построена вторая фабрика в городе Верльте.
В 1971 начато производство полуприцепов на заводе в Верльте. В 1970 к Бернарду Кроне (внук основателя Бернарда Кроне) перешло управление правления компанией. Примерно в то же время в Германии произошёл активный рост рынка коммерческих автомобилей и Бернар принял решение о необходимости развития новых отраслей. В 1971 году был выполнен первый заказ от Kässbohrer на производство трёхосного прицепа.
Чтобы выделяться среди производителей у Бернара Кроне возникла идея наносить логотип «KRONE» на заднюю часть прицепов и полуприцепов. В нижней задней части полуприцепа, после завершения всех работ, прикреплялся противоподкатный брус, на который наносился логотип.
С 1971 по 1980 годы компания увеличила производство с 100 до 2000 единиц техники в год.
В 1990 году Krone, первыми создали серийный полуприцеп мегаформата (более 100 куб.м.).
Прицепы-рефрижераторы компания сначала импортировала из США от компании Cool Liner, но в 2000 году начала самостоятельное производство на дочернем предприятии Bernard Krone в Хваме (Дания).
В 2008 Krone придумали концепцию Eco Liner — экономия топлива за счёт улучшения аэродинамических качеств.
На 2010 год В Верльте велось производство бортовых прицепов, в Хваме полуприцепов-рефрижераторов, а в Любтене — полуприцепов-фургонов, также производство бортовых прицепов велось в Турции в городе Тире на заводе недавно открытом совместно с Doğuş Otomotiv. Всего на производстве задействовано свыше 1000 сотрудников.
В 2013 году компания приобрела производящую оси компанию Gigant Trenkamp & Gehle в городе Динклаге – в 50 километрах от головного предприятия Krone в Вертле, организовала выпуск наборов для фиксации грузов и других комплектующий, и в 2015 году впервые произвела полуприцеп, в котором все комплектующие, включая ось, имеют бренд Krone — им стал Profi Liner.

## Развитие компании
Fahrzeugwerk Krone имеет 26 филиалов в Германии и представительства в 35 странах Европы, а также Азии (Туркменистане, Казахстане), постепенно происходит освоение рынков Африки, Южной Америки и США.
На 2010 год 42 % производимой прицепной техники шло на рынок Германии, 23 % поступало в Центральную Европу, 21 % приходился на скандинавские страны, а на долю Восточной Европы — оставшиеся 14 %, при этом Россия занимала пятое место среди экспортных рынков.
На рынке России стабильно входит в лидеры производителей прицепов наряду с Kögel, Schmitz, Kässbohrer, Fliegl, Wielton, Тонар, НефАЗ, Бобруйскагромаш, Сеспель.
На сегодняшний день мощность заводов позволяет производить до 35000 полуприцепов и прицепов и шасси, из которых 3000 — авторефрижераторы. На 2013 год этот показатель является вторым на рынке Европы.

## Используемые технологии и будущие планы

### Используемые технологии
Krone использует передовые запатентованные технологии, максимально облегчающие крепление груза, процесс его погрузки и перевозки. Среди основных используемых технологий, можно выделить:
- Система крепления груза Multi Safe, позволяющая быстро надежно закреплять практически любой груз.
- Система стабилизации и помощи в маневрировании DWC (Dynamic Wheel Base Control)[11]
- Собственные оси Krone

### Будущие планы
Krone были представлены несколько систем, которые, по мнению специалистов компании, значительно повлияют на рынок грузоперевозок.
Первая система — Euro Combi, представляющая модульную концепцию сцепного автопоезда имеющего длину 25,25 м и вместимость 150 м3, позволяющую эффективно и экологично осуществлять грузовые перевозки. Данная система успешно проходит испытания в Нидерландах и Финляндии и имеет множество положительных отзывов. За счёт специально разработанной активного подкатного шарниросочлененного полуприцепа данный автопоезд с легкостью вписывается в допустимую ширину полосы кругового движения транспортного средства (BO-Kraftkreis).
Вторая система — Aero Liner, разработанный совместно с MAN проект обтекаемого транспортного средства, с максимальными экономичностью и экологичностью.